# Marco Rizzo (fumettista)
Marco Rizzo (Erice, 24 ottobre 1983) è uno sceneggiatore, fumettista e giornalista italiano.

## Biografia
Giornalista professionista dal 2009, ha collaborato con varie testate tra cui L'Isola possibile, Giornale di Sicilia, Fumo di china, e con l'agenzia di stampa ANSA. È il fondatore del portale Comicus.it e, assieme a Sergio Algozzino, della rivista antologica sperimentale Mono, edita da Tunué.
Ha collaborato come editor e traduttore per Edizioni BD e Magic Press. Dal 2010 svolge quel ruolo per Panini Comics, editore per il quale cura le pubblicazioni legate agli X-Men. Dal 2010 al 2014 ha collaborato inoltre per l'Unità, per cui tiene il blog Mumble Mumble, su fumetti e attualità.
Come sceneggiatore di fumetti la sua produzione spazia dai racconti brevi di vario genere (noir, fantascienza, supereroistico e sociale) a romanzi a fumetti, con i disegni di Lelio Bonaccorso, ma si è particolarmente dedicato al nuovo filone del "giornalismo a disegni" (graphic journalism). Dal 2022 co-scrive la serie The New Adventures of Spider-Man, prodotte da Disney e Marvel e pubblicate inizialmente sulla rivista britannica Spider-Man Magazine, successivamente da Panini in Italia e da Marvel in USA (come Spider-Man: Homeroom Heroes).

## Opere

### Graphic novel
- Ilaria Alpi. Il prezzo della verità (disegni di Francesco Ripoli), collana: Cronaca storica n. 8, BeccoGiallo, 2007; 2010, ISBN 978-88-85-83272-5.
- Peppino Impastato. Un giullare contro la mafia (disegni di Lelio Bonaccorso), collana: Biografie, BeccoGiallo, 2009, ISBN 978-88-85-83252-7.
- Mauro Rostagno. Prove tecniche per un mondo migliore (co-scritto con Nico Blunda, disegni di Giuseppe Lo Bocchiaro), collana: Biografie, BeccoGiallo, 2010, ISBN 978-88-85-83275-6.
- Gli ultimi giorni di Marco Pantani (disegni di Lelio Bonaccorso), Rizzoli Lizard, febbraio 2011, ISBN 978-88-17-04740-1[1].
- Primo (disegni di Lelio Bonaccorso), Edizioni BD, marzo 2011, ISBN 978-88-61-23860-2.
- Que viva el Che Guevara (disegni di Lelio Bonaccorso), collana: Biografie, BeccoGiallo, ottobre 2011, ISBN 978-88-97-55503-2. Collana: Feltrinelli Comics, Giangiacomo Feltrinelli Editore, maggio 2021, ISBN 978-88-07-55075-1.
- L'invasione degli scarafaggi. La mafia spiegata ai bambini (disegni di Lelio Bonaccorso), collana: Critical Kids, BeccoGiallo, novembre 2012, ISBN 978-88-97-55556-8.
- Jan Karski. L'uomo che scoprì l'Olocausto (disegni di Lelio Bonaccorso), Rizzoli Lizard, gennaio 2014, ISBN 978-88-17-07196-3.
- L'immigrazione spiegata ai bambini. Il viaggio di Amal (disegni di Lelio Bonaccorso), collana: Critical Kids, BeccoGiallo, luglio 2016, ISBN 978-88-99-01639-5.
- The Passenger (soggetto di Carlo Carlei, disegni di Lelio Bonaccorso), collana: Prospero's Books, Tunué, novembre 2016, ISBN 978-88-67-90211-8.
- L'ecologia spiegata ai bambini (disegni di La Tram), collana: Critical Kids, BeccoGiallo, settembre 2017, ISBN 978-88-99-01678-4.
- Salvezza (disegni di Lelio Bonaccorso), collana: Feltrinelli Comics, Giangiacomo Feltrinelli Editore, maggio 2018, ISBN 978-88-07-55005-8.
- ...a casa nostra: Cronaca di Riace (disegni di Lelio Bonaccorso), collana: Feltrinelli Comics, Giangiacomo Feltrinelli Editore, settembre 2019, ISBN 978-88-07-55035-5.
- La prima bomba (disegni di La Tram), collana: Feltrinelli Comics, Giangiacomo Feltrinelli Editore, dicembre 2020. ISBN 978-88-07-55066-9.
- Per amore di Monna Lisa. Il più grande furto del XX secolo (disegni di Lelio Bonaccorso), collana: Feltrinelli Comics, Giangiacomo Feltrinelli Editore, novembre 2022. ISBN 978-8807551130
- Le nuove avventure di Spider-Man. Grandi poteri, grande confusione! (co-scritto con Steve Foxe, disegni di Claudio Sciarrone), Panini Comics, novembre 2023. ISBN 978-8828771371
- Storie di Spoon River (disegni di Deborah Allo), collana: Feltrinelli Comics, Giangiacomo Feltrinelli Editore, novembre 2024. ISBN 978-8807551741
- I Wanna Live Like Common People (disegni di Lelio Bonaccorso), Panini Comics, novembre 2024. ISBN 978-8828792789

### Saggi
- Supermarket mafia. A tavola con Cosa Nostra, collana: RX, Castelvecchi, novembre 2011, ISBN 978-88-76-15602-1.
- Storia segreta di Che Guevara. L'uomo al di là del mito, collana: I volti della storia n. 315, Newton Compton Editori, gennaio 2015, ISBN 978-88-54-17312-5.

### Romanzi
- Lo scirocco femmina, collana: Rimmel, Laurana Editore, marzo 2018, ISBN 978-88-98-45195-1.
- La lezione dell'elefante, Navarra Editore, dicembre 2020, ISBN 978-88-32-05531-3.

### Collaborazioni
- Con Andrea Camilleri per Gli arancini di Montalbano (disegni di Lelio Bonaccorso), su La Gazzetta dello Sport, RCS MediaGroup, estate 2011.
- Con Mimmo Lucano per Il fuorilegge - La lunga battaglia di un uomo solo, collana: Serie bianca, Giangiacomo Feltrinelli Editore, agosto 2020, ISBN 978-88-07-17381-3.

## Premi e riconoscimenti
- 2008: Premio Attilio Micheluzzi (Napoli Comicon) per il Miglior fumetto (Ilaria Alpi, il prezzo della verità)
- 2009: Premio Giancarlo Siani per il Miglior fumetto (Peppino Impastato, un giullare contro la mafia, ex aequo con Don Peppe Diana, per amore del mio popolo, Round Robin)[2]
- 2009: Premio della Satira (Museo della satira e della caricatura) per la Miglior graphic novel (Peppino Impastato, un giullare contro la mafia)[3]
- 2009: Premio Carlo Boscarato (Treviso Comic Book Festival) come Miglior sceneggiatore italiano (per Peppino Impastato, un giullare contro la mafia)[4].
- 2016: Cezam Prix BD (Jan Karski. L'uomo che scoprì l'Olocausto).[5]
- 2017: Premio Prato CittAperta sezione Fumetto (L' immigrazione spiegata ai bambini. Il viaggio di Amal)[6].
- 2018: Premio Pieve Saverio Tutino come giornalista (per Salvezza).[7]
- 2018: Premio Carlo Boscarato (Treviso Comic Book Festival) come Miglior sceneggiatore italiano (per Salvezza).[8]